# WarioWare Gold
WarioWare Gold, conosciuto in Giappone come Made in Wario: Gorgeus (ワリオ製: 渓谷?, Meido in Wario: Gojasu), è un videogioco rompicapo per Nintendo 3DS, sviluppato da Intelligent System e prodotto da Nintendo. È il nono gioco della serie WarioWare, è ambientato nel mondo del suo predecessore Game & Wario, e a tutti i personaggi vengono fatti dei re-design, in stile super deformed. Le particolarità di questo titolo sono la modalità multigiocatore locale (e non download) e il doppiaggio degli intermezzi, non solo in inglese e in giapponese, ma anche in altre lingue come il tedesco, l'italiano e il francese.
In italiano, Wario è stato doppiato da Francesco Rizzi, mentre in inglese nuovamente da Charles Martinet.

## Trama
L'introduzione mostra Wario recarsi a Luxeville per recuperare un tesoro: un inestimabile vaso. Tornato a casa, si rende conto di essere al verde, e per procurarsi il denaro mancante decide di organizzare il più grande torneo di videogiochi a Città Diamante, incaricando i suoi amici di creare dei microgiochi per lui. In palio il vincitore otterrà 10 milione di monete d'oro. Durante la cerimonia d'apertura, una bambina misteriosa ostacola Wario prima di scomparire. Dopo la premessa, la trama si divide nelle varie Leghe che mostrano ognuno una funzione speciale del 3DS: la "Lega Pigiatutto" per la pulsantiera ed il pulsante A, la "Lega Giratutto" per il giroscopio, e la "Lega Toccatutto" per il touch screen. Ogni lega vede quattro stage presentati dagli amici di Wario intenti a risolvere problemi di vita quotidiana, più o meno indipendenti fra di loro. Concluse le 3 leghe, ci sono ancora 3 stage: i primi due sono "La discoteca di Joe" e "La grigliata", dove vengono proposti anche microgiochi che richiedono l'uso del microfono. L'ultimo stage vede Wario mettersi in testa il vaso prezioso in testa diventandone posseduto; a questo ritorna la bambina misteriosa e prova a fermare Wario. Sconfitto, si rivela che il vaso in realtà era un vaso da notte e che Lulu, la bambina misteriosa, era giunta a riprenderlo perché gli abitanti di Luxeville non riuscivano più a trattenere i propri bisogni. Il gioco si conclude con Wario ed i suoi amici si divino il denaro. Dopo i titoli di coda, Lulu torna a Luxeville con il vaso per scoprire però che gli abitanti si sono procurati un nuovo vasino più moderno, rendendo la sua avventura piuttosto inutile.

## Modalità di gioco
Come in tutti gli altri giochi della serie WarioWare, si devono svolgere in pochi secondi dei microgiochi, che stavolta, vengono uniti alcuni nuovi di zecca (solo 50 sono inediti) con altri provenienti dai primi 5 giochi della serie (Snapped escluso) con un totale di almeno 300 microgiochi, cosa proveniente da Mario Party: The Top 100, che prendono le caratteristiche degli altri giochi di WarioWare: l'uso della pulsantiera + (si può usare anche il Control Stick), e del pulsante A, facendo parte della Lega Pigiatutto, proveniente da WarioWare, Inc: Minigame Mania; l'uso dei sensori di movomento della console e, se è possibile, quello del pulsante A, facendo parte della Lega Giratutto, proveniente da WarioWare: Twisted!; l'uso del touch screen e, se è possibile, lo stesso pulsante, facendo parte della Lega Toccatutto; e del microfono provenienti da WarioWare: Touched!. C'è anche una lega da cui, vengono mescolati tutti i minigiochi, la Lega Ultra. I minigiochi hanno 4 categorie specifiche: Sport, Giochi di Wario, È la vita, Classici Nintendo e Fantasia. Nella demo gratuita, si possono giocare solo pochi dei microgiochi del gioco completo e non sono disponibili quelli con l'uso del microfono. Dopo la Lega Pigiatutto, come tutti gli altri giochi della serie, è possibile giocare a questi minigiochi anche senza la modalità Storia, ma anche una macchinetta da cui è possibile, tramite monete, vincere dischi di temi cantati, anche in giapponese; dei telefoni da cui si svolgono diversi minigiochi, che ricordano vari Game Boy; le informazioni su ciò pubblicato da Nintendo; delle carte con le informazioni dei personaggi; dei minigiochi extra e delle sfide. Completando la storia, è inoltre possibile mettere le proprie voci nei filmati, al posto di quelle dei protagonisti. Se si ha un Amiibo, è possibile che Wario li disegni, per poi venderli, per avere più monete.

### Minigiochi Extra

#### Pyoro
Lo scopo del gioco è di ottenere più punti possibili, mangiando molta frutta con la lingua estensibile, solo in diagonale, che ricorda quella di Yoshi. Se uno dei frutti cade, scompare parte del terreno, che poi si rigenera dopo un po' di tempo. Si usano i pulsanti. È comparso nella intro di WarioWare, Inc: Minigame Mania.

#### Super Pyoro
Da cui il nome, è molto simile al gioco precedente, però con la difficoltà leggermente aumentata. Si gioca con i pulsanti. È comparso nella intro di Gold.

#### Mewtroid
Lo scopo del gioco è colpire più nemici con una pistola laser che ha il protagonista, che è un gatto. Il titolo è un gioco di parole che unisce "Mew", il verso del gatto, e la saga di Metroid. La grafica del gioco, ricorda quella di PictoChat. Il gatto è basato su quello di Mario Paint. Si gioca ruotando la console e i pulsanti.

#### Mewtroid Z
Come Super Pyoro, è simile al gioco precedente, con la difficoltà aumentata. Le uniche differenze sono le seguenti: lo sfondo ricorda quello di uno degli stage di Super Metroid; non ha la grafica di Mewtroid; tra i nemici, compare una tartaruga dalle somiglianze di un Koopa Troopa, e c'è un boss. Si gioca ruotando la console. La musica di sottofondo è un remix del tema principale di Metroid.

#### Micro Golf Open
È un torneo di mini-golf, diviso in diversi stage. Si gioca ruotando la console, e anche in due.

#### Micro Golf Tour
È la versione difficile di Micro Golf Open, come Super Pyoro e Mewtroid Z. La differenza è che i tiri sono sempre limitati. Si gioca ruotando la console.

#### Pro Bowl
È un torneo di bowling, basato su WarioWare: Touched!. Si gioca con il touch screen e anche in due.

#### Autografi!
Bisogna fare degli autografi a tanta gente, ma soprattutto si deve assicurare che essi siano uguali a quello che si può fare, prima della partita. Se i punti sono superiori a 50, va bene. Si gioca con il touch screen.

#### Game & Watch: Manhole
È una sorta di riedizione dell'omonimo gioco per il Game & Watch. Si gioca con il touch screen.

#### Pumpkin Panic
È l'unico minigioco ad avere Ashley come protagonista. Premendo A, può far uscire dal suo scettro, un incantesimo che trasforma i nemici in zucche, che, calciandole, danno dell'elisir nella barra dell'elisir, se è piena, con B, ella può trasformare tutti i nemici presenti in zucche. Dopo aver sconfitto un boss, puoi ottenere un forziere, che aprendolo, si ottiene degli sticker, che si possono trovare nella galleria della partita. Si gioca con i pulsanti.

#### Memory Match
È un gioco memory, con il timer. Facendo un certo numero di combo, si attiva una modalità che il tempo e la velocità aumentano. Si gioca col touch screen.

#### Il risveglio della radice
Si devono prendere mele, fiori e foglie dalle radici, facendo però attenzione a non svegliare una cipolla molto aggressiva. Si gioca con il touch screen, ed, esclusivamente, in multigiocatore a turno.

#### Sew Tricky
È basato su uno dei minigiochi di WarioWare: Touched!. Si deve infilare un filo a diversi aghi. Si gioca con il touch screen.

#### Foiled!
Lo scopo è quello di tagliare diverse foglie, pomodori e, alla fine, un tronco. Si gioca ruotando la console.

### Modalità Sfida

#### All Mixed Up
Si può scegliere tra diverse leghe, tra cui una versione più difficile della Lega Ultra, la Lega Master. Il simbolo è un leone.

#### Thrilling
È simile a All Mixed Up, con la difficoltà leggermente aumentata, non c'è la Lega Master, c'è solo una vita a disposizione e il simbolo è un coccodrillo.

#### Expert
Da come si capisce dal nome, è la sfida più veloce del gioco. Il simbolo è un'aquila reale.

#### WarioWatch
È simile tutte le altre sfide, le differenze sono le seguenti: c'è il timer, e dopo aver completato un minigioco, questo timer aumenta i secondi a disposizione. Premendo R nel menu, si passa a una versione facoltativa, premendo L, invece, si passa alla versione standard.

#### Di nascosto
Compare per la prima volta in Game & Wario. Si è nei panni di 9-Volt, lo scopo del gioco è di finire il minigioco, prima che la madre, 5-Volt, lo becchi. Se arriva, si premono i pulsanti L e R insieme, per far finta di dormire. Ci sono varie difficoltà, tra cui anche una versione infinita. Dai fan, è considerato il minigioco extra più spaventoso della serie WarioWare, soprattutto per il fatto che è possibile che la madre possa sbucare dalla TV mezza accesa. Si gioca con i pulsanti.

#### Wario interrompe
È basato sull'ultimo stage della Lega Ultra, nella modalità Storia. Durante lo svolgimento, Wario ostacolerà il giocatore usando trucchetti per perdere facilmente, per toglierli di mezzo bisogna usare i pulsanti, il microfono, il touch screen, oppure il giroscopio. Se l'ostacolo è impossibile da togliere, si usa una modalità, dal quale si attiva ogni volta che vinci a un minigioco, che arriverà Lulu con la sua pistola ad acqua ad eliminare la situazione.

#### Cruise Controls
È l'unico minigioco che la resistenza al tempo non conta. Più si usano i controlli del 3DS, più la velocità del taxi diminuisce. Si hanno almeno 15 minuti di tempo, per completare i minigiochi.

#### Split Screen
Si può giocare sono con la Lega Pigiatutto o con la Lega Ultra. I minigiochi si svolgono da Kat e Ana, uno a testa.

## Personaggi

### Lega Pigiatutto
- Wario
- Jimmy T.
- Mona
- Dribble e Splitz
- 5-Volt

### Lega Giratutto
- Wario
- Ashley e Red
- Dr. Crygor e Mike
- 18-Volt e 13-Amp
- Penny

### Lega Toccatutto
- Wario
- Kat e Ana
- 9-Volt e Fronk
- Young Cricket e Master Mantis
- Orbulon

### Lega Ultra
- Disco Joe
- Grigliata
- Lulu e Wario Deluxe (probabile evoluzione di Wario-Man, comparso in WarioWare: Twisted!)

## Doppiatori

### Americani
- Charles Martinet: Wario
- Fryda Wolff: Penny/Ana
- Kyle Hebert: Dribble/Dr. Crygor
- Griffin Puatu: Spitz
- Cristina Valenzuela: 5-Volt/13-Amp
- Erica Lindbeck: Ashley
- Tyler Shamy: Red
- Edward Bosco: 18-Volt
- Robbie Daymond: Young Cricket/Mike/Danny/Orbulon
- Owen Thomas: Master Mantis

### Italiani
- Francesco Rizzi: Wario/Dribble
- Luca Bottale: Jimmy T./Spitz/Joe/Mr. Sparkles/Master Mantis/Orbulon
- Patrizia Scianca: Lulu/Mona/5-Volt/Amy/Doris
- Giorgio Bonino: Dr. Crygor/Fronk
- Deborah Morese: Ashley/13-Amp/Kat/Ana
- Jacopo Calatroni: Red
- Cinzia Massironi: 9-Volt/Penny/Mimi
- Paolo De Santis: Young Cricket/18-Volt/Mike/Danny/Ninja Steve

## Sviluppo diWarioWare Gold
WarioWare Gold è stato annunciato da Nintendo Direct dell'8 marzo 2018. Nel 5 luglio 2018 è uscita la demo gratuita scaricabile dal Nintendo eShop. Il gioco è stato distribuito in Europa il 27 luglio 2018, in Australia il giorno seguente, il 28 luglio. Mentre in America e Giappone, è stato lanciato a inizio agosto.